# 文明王后
文明王后（韓文：문명왕후），本名金文姬，小名「阿之」，亦被稱作「文明夫人」、「訓帝夫人」。她是新羅大臣金舒玄的么女，亦為名將金庾信之妹。新羅武烈王金春秋的正室，文武王金法敏的生母。
根據《三國遺事》的記載，她生下法敏、仁問、文王、老旦、智鏡、愷元六位王子（《三國史記》則將文王、智鏡、愷元記為庶子）。
《三國史記》與《三國遺事》都有記載文姬向姐姐寶姬買夢的故事。

## 相關紀錄
- 《三國史記》第六卷·新羅本紀第六·文武王上

文武王立　諱法敏　太宗王之元子　母金氏文明王后　蘇判舒玄之季女　信之妹也　其夢登西兄山頂坐　旋流國內　覺與季言夢　季戱曰　予願買兄此夢　因與錦裙爲直　後數日　信與春秋公蹴鞠　因踐落春秋衣紐　信曰　吾家幸近　請往綴紐　因與倶往宅　置酒　從容喚寶姫　持針線來縫　其有故不進　其季進前縫綴　淡粧輕服　光艶人　春秋見而悅之　乃請婚成禮　則有娠生男　是謂法敏
- 《三國遺事》紀異

妃文明皇后文姬。即庾信公之季妹也。初文姬之姊寶姬。夢登西岳捨溺。瀰滿京城。旦與妹說夢。文姬聞之謂曰。我買此夢。姊曰。與何物乎。曰。鬻錦裙可乎。姊曰諾。妹開襟受之。姊曰。疇昔之夢傳付於汝。妹以錦裙酬之。後旬日庾信與春秋公。正月午忌日〈見上射琴匣事乃崔致遠之說〉蹴鞠于庾信宅前〈羅人謂蹴鞠為弄珠之戲〉故踏春秋之裙。裂其襟紐曰。請入吾家縫之。公從之。庾信命阿海奉針。海曰。豈以細事輕近貴公子乎。因辭〈古本云。因病不進〉乃命阿之。公知庾信之意遂幸之。自後數數來往。庾信知其有娠。乃嘖之曰。爾不告父母而有娠。何也。乃宣言於國中。欲焚其妹。一日侯 善德王遊幸南山。積薪於庭中。焚火煙起。王望之問何煙。左右奏曰。殆庾信之焚妹也。王問其故。曰為其妹無夫有娠。王曰。是誰所為。時公昵侍在前。顏色大變。王曰。是汝所為也。速往救之。公受命馳馬。傳宣沮之。自後現行婚禮。真德王薨。以永徽五年甲寅即位。御國八年。龍朔元年辛酉崩。壽五十九歲。葬於哀公寺東。有碑。王與庾信神謀戮力。一統三韓。有大功於社稷。故廟號太宗。太子法敏。角干仁問。角干文王。角干老旦。角干智鏡。角干愷元等。皆文姬之所出也。當時買夢之徵現於此矣。